# Hans Hürlimann (1928-1994)
Pour les articles homonymes, voir Hürlimann (homonymie) et Hans Hürlimann.
Hans Hürlimann, né le 6 avril 1918 à Walchwil (originaire du même lieu) et mort le 22 février 1994 à Zoug, est un homme politique suisse, membre du Parti conservateur chrétien-social. Il est conseiller fédéral de 1974 à 1982.

## Biographie
Aîné d'une famille de quatre enfants originaire de Walchwil, Hans Hürlimann naît le 6 avril 1918. Son père était forgeron et serrurier.
Après sa maturité latin-grec en 1939 à Einsiedeln, il étudie le droit aux universités de Fribourg et de Berne. Il est licencié et docteur en droit de l'Université de Fribourg (1942-1943), puis obtient le brevet d'avocat zougois en 1946. Il est nommé conseiller juridique de la ville de Zoug en 1946, puis greffier municipal en 1949, fonction qu'il occupe jusqu'en 1954, après quoi il exerce à temps partiel son métier d'avocat.
Colonel à l'armée, il épouse Marie-Theres Duft en 1947, avec laquelle il a trois enfants, dont l'écrivain Thomas Hürlimann.

## Parcours politique

Hans Hürlimann, membre du Conseil des États (1971)

Il siège au Grand Conseil zougois de 1947 à 1954 et préside la section cantonale du parti catholique conservateur de 1952 à 1954.
Il est élu au Conseil d'État en 1954, d'abord à la tête du département de justice et police puis, de 1962 à 1973, de celui de l'instruction publique, des cultes et des affaires militaires. Il préside le gouvernement en 1965 et 1966.
En 1966, il est élu député du canton de Zoug au Conseil des États. Il y préside notamment la Commission de gestion pendant deux ans.

### Conseiller fédéral
Déjà cité en 1971 pour succéder à Ludwig von Moos, Hans Hürlimann est élu au Conseil fédéral (85e conseiller fédéral de l'histoire[réf. nécessaire]) le 5 décembre 1973 avec 132 voix au premier tour contre 84 voix au candidat officiel de son parti, le Tessinois Enrico Franzoni. Il se voit confier la direction du Département de l'intérieur, qu'il exerce du 1er janvier 1974 au 31 décembre 1982.
Hans Hürlimann élabore la 9e révision de l'assurance-vieillesse et survivants (AVS), qui est acceptée en votation populaire en 1978. C'est également lors de son mandat, en 1982, que les deuxième et troisième piliers de la prévoyance professionnelle sont créés et, en 1981, que l'assurance-accidents devient obligatoire pour tous les travailleurs. Il met aussi en chantier la loi sur la protection de l'environnement, inaugure le tunnel routier du Gothard en 1980, rattache l'École polytechnique de l'Université de Lausanne au domaine des écoles polytechniques fédérales, créer une antenne romande du Musée national suisse à Prangins et fait adopter par le parlement la loi sur l'aide aux universités.
Il devient président de la Confédération en 1979. En cette qualité, il reçoit Juan Carlos, roi d'Espagne, qui rend une visite d'État à la Suisse. Cet épisode a fait l'objet d'un roman à clef (Der große Kater) publié par son fils en 1998 et d'un téléfilm (L'Homme-chat) diffusé en 2002,.
Le 24 août 1982, après avoir perdu son fils cadet d'un cancer deux ans plus tôt, il annonce sa démission pour la fin de l'année.

## Vie après le Conseil fédéral
Après sa retraite, il donne pendant cinq ans des cours à la Faculté de droit de l'Université de Fribourg. Il exerce par ailleurs plusieurs mandats dans des institutions culturelles ou caritatives, notamment au comité directeur de la Croix-Rouge suisse.
Il meurt le 22 février 1994 à Zoug, pratiquement aveugle, après une grave maladie.